# Njiva (mesečnik)
Njiva je bila slovenska kulturna mesečna revija v Argentini.
Revija je izhajala v Buenos Airesu v letih 1937−1943. Njiva je bila prva slovenska revija, ki je izhajala v Južni Ameriki. Revijo je ustanovilo delavsko-kulturno društvo Ljudski oder, od 1942 je bilo glasilo Zveze jugoslovanskih društev v Argentini. Urednika sta bila  Franc Birsa in Albert Drašček; glavni sodelavci pa so bili: Viktor Černe, Jože Drašček, Tomaž Kodelja, Franc Kurinčič in Anton Prijon. Objavljala je opise društvenega življenja v slovenski in južnoslovanski skupnosti v Argentini ter politične članke, pogosto prevedene iz ruščine. Podprla je nastanek Zveze jugoslovanskih društev, v kateri so sprva sodelovale samo slovenske organizacije. Med 2. svetovno vojno je redno spremljala kampanjo za pomoč Sovjetski zvezi in zagovarjala vseslovansko solidarnost. Avgusta 1942 je objavila Klic OF civiliziranemu svetu; to je bila prva novica o tej organizaciji v slovenskem časopisju v Argentini. Njiva se je opredelila za sodelovanje z Osvobodilno fronto, podpirala je napredno usmerjeno organizacijo Svobodna Jugoslavija, ki je nastala 1943, po razkolu v Jugoslovanski narodni obrani. Po vojaškem udaru 1943 pa je bila prepovedana.